# Chester Cup
Der Chester Cup, auch Tradesmen’s Cup ist ein traditionelles britisches Pferderennen für Vollblutpferde, die mindestens vier Jahre oder älter sind. Das Flachrennen wird über die Distanz von 3755 m auf dem Chester Racecourse in England ausgetragen. Die Renndistanz ist vergleichsweise lang und es wird deswegen den Steherrennen zugerechnet. Den teilnehmenden Pferden werden vorher vom Ausgleicher (engl. Handicapper) gemäß ihren vorherigen Leistungen Gewichte zugeordnet, die sie im Rennen zu tragen haben, damit alle Teilnehmer des Rennens möglichst gleiche Siegchancen haben.

## Geschichte
Das Pferderennen wurde im Jahre 1824 gegründet und trug ursprünglich den Titel Tradesmen’s Cup. Nachdem es eine Zeitlang als Tradesmen's Plate bezeichnet wurde, wurde es 1874 in Chester Trades’ Cup umbenannt. Chester Cup ist der seit 1884 gebräuchliche Titel.
Die Gründung des Pferderennens fällt in einen Zeitraum, in dem Pferderennsport zu den beliebtesten Massenereignissen in Großbritannien zählten. Pferderennen waren zu Beginn des Viktorianischen Zeitalters der Sport, der die größten Menschenmassen anzog. Rennereignisse in der Nähe größerer Städte, die mehr als zehntausend Zuschauer anzogen, galten als nicht ungewöhnlich. Zu Ereignissen wie dem Grand National und den Pferderennen in Ascot kamen vereinzelt mehr als 60.000 Zuschauer. Bevor es gegen Ende der 1870er Jahre üblich wurde, die Rennbahnen vollständig einzuzäunen, war der Zutritt für die breite Masse kostenlos. Zahlreiche Stände säumten die Rennstrecke, was zu der Attraktivität beitrug, ein solches Rennereignis zu besuchen. Da an den Ständen auch Alkohol verkauft wurde, waren Pferderennen auch bekannt, für die zahlreichen Prügeleien, die sich an solchen Renntagen ereigneten. Für die wohlhabenderen Schichten gab es Zuschauertribünen und abgegrenzte Bereiche. Allen Schichten gemeinsam war die Bereitschaft, auf den Ausgang des Rennens zu wetten. Beim Chester Cup im Jahre 1855 betrug der Wettumsatz mehr als 1 Million Britische Pfund.
Seit 2015 ist Sponsor des Rennens der Online-Wettanbieter Betway.

## Rekorde
Erfolgreichste Pferde mit jeweils zwei Gewinnen:
- Leamington – 1857, 1859
- Dalby – 1865, 1866
- Pageant – 1877, 1878
- Dare Devil – 1892, 1893
- Chivalrous – 1922, 1923
- Sea Pigeon – 1977, 1978
- Top Cees – 1995, 1997
- Rainbow High – 1999, 2001
- Anak Pekan – 2004, 2005

Erfolgreichste Jockeys (jeweils vier Gewinne):
- Sam Darling – Independence (1831), Colwick (1832), Pickpocket (1833), Cardinal Puff (1839)
- Lester Piggott – Sandiacre (1958), Aegean Blue (1966), Major Rose (1968), John Cherry (1976)

Erfolgreichster Trainer (4 Gewinne):
- Barry Hills – Arapahos (1980), Rainbow High (1999, 2001), Daraahem (2009)

## Gewinner seit 1975
| Jahr | Gewinner           | Alter des Pferdes | Zu tragendes Gewicht (in Stones und engl. Pound angegeben) | Jockey          | Trainer           | Quote       | Zeit        |
| ---- | ------------------ | ----------------- | ---------------------------------------------------------- | --------------- | ----------------- | ----------- | ----------- |
| 1975 | Super Nova         | 5                 | 7-07                                                       | Ernie Johnson   | Charlie Hall      | 11/2        |             |
| 1976 | John Cherry        | 5                 | 9-04                                                       | Lester Piggott  | Jeremy Tree       | 5/1         |             |
| 1977 | Sea Pigeon         | 7                 | 8-08                                                       | Mark Birch      | Peter Easterby    | 7/1         |             |
| 1978 | Sea Pigeon         | 8                 | 9-07                                                       | Mark Birch      | Peter Easterby    | 10/1        |             |
| 1979 | Charlotte's Choice | 4                 | 8-04                                                       | Willie Carson   | Bill Wightman     | 10/1        |             |
| 1980 | Arapahos           | 5                 | 9-05                                                       | Steve Cauthen   | Barry Hills       | 7/2         |             |
| 1981 | Donegal Prince     | 5                 | 8-04                                                       | Paddy Young     | Paul Kelleway     | 12/1        |             |
| 1982 | Dawn Johnny        | 5                 | 8-08                                                       | Walter Swinburn | Michael Stoute    | 14/1        |             |
| 1983 | kein Rennen        | kein Rennen       | kein Rennen                                                | kein Rennen     | kein Rennen       | kein Rennen | kein Rennen |
| 1984 | Contester          | 4                 | 8-02                                                       | Geoff Baxter    | Peter Cundell     | 12/1        |             |
| 1985 | Morgans Choice     | 8                 | 7-11                                                       | Willie Carson   | John Hill         | 13/2        |             |
| 1986 | Western Dancer     | 5                 | 9-00                                                       | Paul Cook       | Con Horgan        | 14/1        | 4:10.49     |
| 1987 | Just David         | 4                 | 9-08                                                       | Michael Roberts | Alec Stewart      | 10/1        | 3:57.26     |
| 1988 | Old Hubert         | 7                 | 7-08                                                       | Taffy Thomas    | Alan Bailey       | 33/1        | 4:34.58     |
| 1989 | Grey Salute        | 6                 | 8-07                                                       | Pat Eddery      | John Jenkins      | 7/1         | 3:57.99     |
| 1990 | Travelling Light   | 4                 | 9-01                                                       | Alan Munro      | Lynda Ramsden     | 5/2         | 4:10.18     |
| 1991 | Star Player        | 5                 | 8-10                                                       | Frankie Dettori | John Baker        | 9/2         | 4:13.41     |
| 1992 | Welshman           | 6                 | 7-08                                                       | Jimmy Quinn     | Michael Blanshard | 11/1        | 3:57.96     |
| 1993 | Rodeo Star         | 7                 | 7-13                                                       | Nicky Carlisle  | Nigel Tinkler     | 9/1         | 4:02.51     |
| 1994 | Doyce              | 5                 | 7-10                                                       | Gary Bardwell   | Robert Williams   | 14/1        | 4:03.18     |
| 1995 | Top Cees           | 5                 | 8-08                                                       | Kieren Fallon   | Lynda Ramsden     | 8/1         | 4:03.35     |
| 1996 | Merit              | 4                 | 7-10                                                       | Jimmy Quinn     | Paul Cole         | 11/2        | 4:06.63     |
| 1997 | Top Cees           | 7                 | 8-11                                                       | Jimmy Fortune   | Lynda Ramsden     | 11/2        | 4:23.18     |
| 1998 | Silence in Court   | 7                 | 9-00                                                       | Allan Mackay    | Alan Bailey       | 13/2        | 4:06.63     |
| 1999 | Rainbow High       | 4                 | 9-00                                                       | Michael Hills   | Barry Hills       | 4/1         | 4:00.64     |
| 2000 | Bangalore          | 4                 | 7-10                                                       | Gary Bardwell   | Amanda Perrett    | 16/1        | 4:03.00     |
| 2001 | Rainbow High       | 6                 | 9-13                                                       | Richard Hughes  | Barry Hills       | 9/2         | 4:01.23     |
| 2002 | Fantasy Hill       | 6                 | 8-09                                                       | Pat Eddery      | John Dunlop       | 8/1         | 4:00.20     |
| 2003 | Hugs Dancer        | 6                 | 8-11                                                       | Dean McKeown    | James Given       | 9/1         | 4:04.89     |
| 2004 | Anak Pekan         | 4                 | 8-02                                                       | Philip Robinson | Michael Jarvis    | 2/1         | 4:10.90     |
| 2005 | Anak Pekan         | 5                 | 9-06                                                       | Philip Robinson | Michael Jarvis    | 16/1        | 4:14.60     |
| 2006 | Admiral            | 5                 | 8-01                                                       | John Egan       | Tim Pitt          | 28/1        | 4:03.34     |
| 2007 | Greenwich Meantime | 7                 | 9-02                                                       | Paul Hanagan    | Richard Fahey     | 14/1        | 3:58.89     |
| 2008 | Bulwark            | 6                 | 9-04                                                       | Jim Crowley     | Ian Williams      | 33/1        | 4:06.57     |
| 2009 | Daraahem           | 4                 | 9-00                                                       | Richard Hills   | Barry Hills       | 7/1         | 4:04.01     |
| 2010 | Mamlook            | 6                 | 8-12                                                       | Richard Hughes  | David Pipe        | 7/1         | 4:03.74     |
| 2011 | Overturn           | 7                 | 8-13                                                       | Eddie Ahern     | Donald McCain     | 11/2        | 3:59.39     |
| 2012 | Ile de Re          | 6                 | 8-11                                                       | Jim Crowley     | Donald McCain     | 10/1        | 4:10.20     |
| 2013 | Address Unknown    | 6                 | 9-00                                                       | Jamie Spencer   | Richard Fahey     | 12/1        | 4:05.31     |
| 2014 | Suegioo            | 5                 | 9-04                                                       | Ryan Moore      | Marco Botti       | 10/1        | 4:07.85     |
| 2015 | Trip To Paris      | 4                 | 8-09                                                       | Graham Lee      | Ed Dunlop         | 10/1        | 4:12.87     |
| 2016 | No Heretic         | 8                 | 8-13                                                       | Jamie Spencer   | Nicky Henderson   | 11/1        | 4:10.48     |

## Frühere Gewinner
- 1824: Doge of Venice
- 1825: Hymettus
- 1826: Brutandorf
- 1827: Grenadier
- 1828: Fylde
- 1829: Halston
- 1830: Felt
- 1831: Independence
- 1832: Colwick
- 1833: Pickpocket
- 1834: The Cardinal
- 1835: Birdlime
- 1836: Tanworth
- 1837: General Chasse
- 1838: King Cole
- 1839: Cardinal Puff
- 1840: Dey of Algiers
- 1841: Cruiskeen
- 1842: Alice Hawthorn
- 1843: Millepede
- 1844: Red Deer
- 1845: Intrepid
- 1846: Corranna
- 1847: St Lawrence
- 1848: Peep-o-Day-Boy
- 1849: Malton
- 1850: Mounseer
- 1851: Nancy
- 1852: Joe Miller
- 1853: Goldfinder
- 1854: Epaminondas
- 1855: Scythian
- 1856: One Act
- 1857: Leamington
- 1858: Vanity
- 1859: Leamington
- 1860: St Albans
- 1861: Ben Webster
- 1862: Tim Whiffler
- 1863: Asteroid
- 1864: Flash in the Pan
- 1865: Dalby
- 1866: Dalby
- 1867: Beeswing
- 1868: Paul Jones
- 1869: Knight of the Garter
- 1870: Our Mary Ann
- 1871: Glenlivat

- 1872: Inveresk
- 1873: Field Marshal
- 1874: Organist
- 1875: Freeman
- 1876: Tam o'Shanter
- 1877: Pageant
- 1878: Pageant
- 1879: Reefer
- 1880: Fashion
- 1881: Windsor
- 1882: Prudhomme
- 1883: Biserta
- 1884: Havock
- 1885: Merry Prince
- 1886: Eastern Emperor
- 1887: Carlton
- 1888: Kinsky
- 1889: Mill Stream
- 1890: Tyrant
- 1891: Vasistas
- 1892: Dare Devil
- 1893: Dare Devil
- 1894: Quaesitum
- 1895: Kilsallaghan
- 1896: The Rush
- 1897: Count Schomberg
- 1898: Up Guards
- 1899: Uncle Mac
- 1900: Roughside
- 1901: David Garrick
- 1902: Carabine
- 1903: Vendale
- 1904: Sandboy
- 1905: Imari
- 1906: Feather Bed
- 1907: Querido
- 1908: Glacis
- 1909: Santo Strato
- 1910: Elizabetta
- 1911: Willonyx
- 1912: Rathlea
- 1913: The Guller
- 1914: Aleppo
- 1915: Hare Hill
- 1916–18: no race
- 1919: Tom Pepper
- 1920: Our Stephen
- 1921: no race

- 1922: Chivalrous
- 1923: Chivalrous
- 1924: Rugeley
- 1925: Spithead
- 1926: Hidennis
- 1927: Dark Japan
- 1928: St Mary’s Kirk
- 1929: First Flight
- 1930: Mountain Lad
- 1931: Brown Jack
- 1932: Bonny Brighteyes
- 1933: Dick Turpin
- 1934: Blue Vision
- 1935: Damascus
- 1936: Cho-sen
- 1937: Faites vos Jeux
- 1938: Mr Grundy
- 1939: Winnebar
- 1940–45: kein Rennen
- 1946: Retsel
- 1947: Asmodee II
- 1948: Billet
- 1949: John Moore
- 1950: Heron Bridge
- 1951: Wood Leopard
- 1952: Le Tellier
- 1953: Eastern Emperor
- 1954: Peperium
- 1955: Prescription
- 1956: Golovine
- 1957: Curry
- 1958: Sandiacre
- 1959: Agreement
- 1960: Trelawny
- 1961: Hoy
- 1962: Golden Fire
- 1963: Narratus
- 1964: Credo
- 1965: Harvest Gold
- 1966: Aegean Blue
- 1967: Mahbub Aly
- 1968: Major Rose
- 1969: kein Rennen
- 1970: Altogether
- 1971: Random Shot
- 1972: Eric
- 1973: Crisalgo
- 1974: Attivo

## Einzelbelege
1. ↑  Edward Weatherby, James Weatherby: Racing Calendar for 1824. C. H. Reynell, London 1825, S. 25–26 (englisch, hathitrust.org).
2. ↑   1873 Tradesmen's Plate In: Glasgow Herald, 8. Mai 1873. Abgerufen im 3. Juli 2015 (englisch).
3. ↑   1874 Chester Trades' Cup In: Glasgow Herald, 13. Mai 1874. Abgerufen im 3. Juli 2015 (englisch).
4. ↑   The victory of Organist In: Glasgow Herald, 13. Mai 1874. Abgerufen im 3. Juli 2015 (englisch).
5. ↑   1884 Chester Cup In: Glasgow Herald, 8. Mai 1884. Abgerufen im 3. Juli 2015 (englisch).
6. 1 2 3 4   Goodman: How to be a Victorian. S. 317.
7. ↑  https://www.racingpost.com/news/#newsArchiveTabs=last7DaysNews